# Arleta
Arleta, Arletta – imię żeńskie zapożyczone z francuskiego; powstało prawdopodobnie jako zdrobnienie germańskiego imienia Carletta (Karletta), żeńskiej formy imienia Karl (Karol).
Arleta imieniny obchodzi 3 stycznia, 11 kwietnia, 13 kwietnia.
W językach obcych:
- angielski – Arlene, Arline, Arleta
- estoński – Arle
- francuski – Arlette[3]
- łotewski – Arlene, Arleta
- niderlandzki – Arlette
- włoski – Arietta.

W styczniu 2024 w rejestrze PESEL było 11257 kobiet o imieniu Arleta nadanym jako imię pierwsze oraz 1714 kobiet o imieniu pierwszym Arletta.

## Osoby o imieniu Arleta
- Arleta Bojke – polska dziennikarka
- Arleta Jeziorska – polsko-meksykańska aktorka grająca głównie w telenowelach
- Arlette Laguiller – rzeczniczka trockistowskiej Walki Robotniczej.